# Raohe
Raohe, tidigare stavat Jaoho, är ett härad som lyder under Shuangyashans stad på prefekturnivå i Heilongjiang-provinsen i nordöstra Kina. Det ligger omkring 560 kilometer öster om provinshuvudstaden Harbin.